# All-Star Gala 2014
Het Dutch Basketball League All-Star Gala 2014 werd gehouden op 23 februari 2014 in de Kingsdome in Den Helder.
Dit jaar speelden in de All*Star Game in tegenstelling tot vorige jaren de beste buitenlandse spelers tegen de beste Nederlandse spelers. In de voorgaande jaren werd gekozen voor een wedstrijd tussen 'Noord' en 'Zuid'.

## All*Star Game
| Pos.        | Speler              | Team                     | Aantal selecties | Stemmen  |
| Starters    | Starters            | Starters                 | Starters         | Starters |
| ----------- | ------------------- | ------------------------ | ---------------- | -------- |
| G           | Arvin Slagter       | GasTerra Flames          | 4                | 378      |
| G           | Leon Williams       | Landstede Basketbal      | 1                | 289      |
| F           | Kees Akerboom jr.   | SPM Shoeters Den Bosch   | 8                | 473      |
| F           | Stefan Wessels      | SPM Shoeters Den Bosch   | 5                | 329      |
| C           | Ross Bekkering      | GasTerra Flames          | 3                | 288      |
| Bankspelers |                     |                          |                  |          |
| G           | Sean Cunningham     | Zorg en Zekerheid Leiden | 1                | –        |
| G           | Rogier Jansen       | Den Helder Kings         | 2                | –        |
| G           | Worthy de Jong      | Zorg en Zekerheid Leiden | 3                | –        |
| G           | Aron Royé           | BC Apollo                | 2                | –        |
| F           | Jeroen van der List | Den Helder Kings         | 2                | –        |
| C           | Joshua Duinker      | Zorg en Zekerheid Leiden | 1                | –        |
| C           | Kenneth van Kempen  | Maxxcom BSW              | 2                | –        |
| Coaches     |                     |                          |                  |          |
|             | Toon van Helfteren  | Zorg en Zekerheid Leiden |                  | –        |
|             | Sam Jones           | SPM Shoeters Den Bosch   | 1                | –        |

| Pos.        | Speler            | Team                       | Aantal selecties | Stemmen  |
| Starters    | Starters          | Starters                   | Starters         | Starters |
| ----------- | ----------------- | -------------------------- | ---------------- | -------- |
| G           | La'Shard Anderson | Challenge Sports Rotterdam | 1                | 476      |
| G           | Cashmere Wright   | GasTerra Flames            | 1                | 422      |
| F           | Jason Dourisseau  | GasTerra Flames            | 4                | 479      |
| F           | Justin Stommes    | Landstede Basketbal        | 1                | 427      |
| C           | Tai Wesley        | SPM Shoeters Den Bosch     | 2                | 591      |
| Bankspelers |                   |                            |                  |          |
| G           | Darius Theus      | Aris Leeuwarden            | 1                | –        |
| G           | David Gonzalvez   | SPM Shoeters Den Bosch     | 2                | –        |
| G           | Emanuel Ubilla    | Den Helder Kings           | 1                | –        |
| F           | Patrick Richard   | Matrixx Magixx             | 1                | –        |
| F           | Dan Coleman       | GasTerra Flames            | 1                | –        |
| F           | Holden Greiner    | Landstede Basketbal        | 1                | –        |
| C           | Justin Knox       | Den Helder Kings           | 1                | –        |
| Coaches     |                   |                            |                  |          |
|             | Ivica Skelin      | GasTerra Flames            | 1                | –        |
|             | Jean-Marc Jaumin  | Den Helder Kings           | 1                | –        |

## U23 All*Star Game
Nederlandse spelers die niet ouder waren dan 23 jaar konden geselecteerd worden.
| Pos.                           | Speler                | Team                |         |         |
| Spelers                        | Spelers               | Spelers             | Spelers | Spelers |
| ------------------------------ | --------------------- | ------------------- | ------- | ------- |
| G                              | Dexter Hope           | Aris Leeuwarden     |         |         |
| G                              | Jos van der Laan      | BC Apollo           |         |         |
| G                              | Leon Williams1        | Landstede Basketbal |         |         |
| G                              | Maarten Bouwknecht2   | GasTerra Flames     |         |         |
| G                              | Yannick van der Ark   | GasTerra Flames     |         |         |
| G                              | Valentijn Lietmeijer  | Landstede Basketbal |         |         |
| F                              | Joël Brandt           | BC Apollo           |         |         |
| F                              | Gian Slagter          | BC Apollo           |         |         |
| F                              | Steve Bleeker         | Den Helder Kings    |         |         |
| C                              | Max van Schaik        | Den Helder Kings    |         |         |
| C                              | Quincy Treffers       | Den Helder Kings    |         |         |
| C                              | Benny van der Reijden | GasTerra Flames     |         |         |
| Coach: Hakim Salem (BC Apollo) |                       |                     |         |         |

| Pos.                                 | Speler               | Team                       |         |         |
| Spelers                              | Spelers              | Spelers                    | Spelers | Spelers |
| ------------------------------------ | -------------------- | -------------------------- | ------- | ------- |
| G                                    | Yannick Franke       | Challenge Sports Rotterdam |         |         |
| G                                    | Dimeo van der Horst  | Matrixx Magixx             |         |         |
| G                                    | Ivan Filipan3        | Challenge Sports Rotterdam |         |         |
| G                                    | Mike Schilder        | SPM Shoeters Den Bosch     |         |         |
| G                                    | Kasper Averink       | Zorg en Zekerheid Leiden   |         |         |
| F                                    | Akeel Eduardo        | Maxxcom BSW                |         |         |
| F                                    | Stefan Mulder        | Maxxcom BSW                |         |         |
| F                                    | Joost Padberg        | Maxxcom BSW                |         |         |
| F                                    | Don Rigters          | Challenge Sports Rotterdam |         |         |
| F                                    | Matthew van Tongeren | Matrixx Magixx             |         |         |
| F                                    | Pim de Vries         | SPM Shoeters Den Bosch     |         |         |
| C                                    | Roel Aarts           | Maxxcom BSW                |         |         |
| Coach: Niels Vorenhout (Maxxcom BSW) |                      |                            |         |         |

1 Williams speelde niet mee omdat hij ook opgeroepen werd voor de All*Star Game. 

2 Bouwknecht werd opgeroepen als vervanger voor Leon Williams. 

3 Filipan werd opgeroepen als vervanger voor de geblesseerde Joost Padberg. 

 Speler was geblesseerd en speelde niet.
| 23 februari 2014 11:30 | Team Noord                                                                 | 122–112 | Team Zuid                                                    | KingsDome, Den Helder                    |  |
| 23 februari 2014 11:30 | Treffers (27), van der Laan (17) van der Ark (9) van der Ark (8), Hope (7) | Verslag | Stolk (24), Schilder (22) Aarts (11), Stolk (9) Averink (10) | Kwartstanden: 31–31, 37–34, 19–18, 35–29 |  |
| 23 februari 2014 11:30 |                                                                            |         |                                                              |                                          |  |
|                        |                                                                            |         |                                                              |                                          |  |

Meest Waardevolle Speler:  Quincy Treffers, Den Helder Kings

## Three point contest
Deelnemers aan de Threepoint contest werden geselecteerd op basis van hun driepuntspercentage tijdens het seizoen. De acht beste schutters werden geselecteerd.
- Arvin Slagter (GasTerra Flames) met 49,4%
- Raymond Cowels III (Den Helder Kings met 47,5%
- Kees Akerboom jr. (SPM Shoeters Den Bosch) met 47,3%
- Thijs Vermeulen (Matrixx Magixx) met 42,9%
- Justin Stommes (Landstede Basketbal) met 42,3%
- David Gonzalvez (SPM Shoeters Den Bosch) met 41,3%
- Sean Cunningham (Zorg en Zekerheid Leiden) met 40,2%
- Tjoe de Paula (Aris Leeuwarden) met 39,3%

Winnaar werd Arvin Slagter, die Kees Akerboom jr. in de finale versloeg.

## Dunk contest
Deelnemers:
- Kelvin Martin van Matrixx Magixx
- Jeroen van der List van Den Helder Kings
- Ross Bekkering van GasTerra Flames
- Vincent van Sliedreght
- Holden Greiner van Landstede Basketbal

Winnaar van het evenement werd Jeroen van der List, die daarmee voor de derde keer won.

## Vrouwen All*Star Game
Deze editie werd ook de All*Star Game voor de DWBL (Vrouwen Eredivisie) gehouden tijdens het gala.
| 23 februari 2014 | Team Noord-Holland       | 91–83   | Team Nederland           | KingsDome, Den Helder |  |
| 23 februari 2014 | Fokke (18) Boesaart (13) | Verslag | Butter (16) de Roos (13) |                       |  |
| 23 februari 2014 |                          |         |                          |                       |  |
|                  |                          |         |                          |                       |  |

Meest Waardevolle Speler:  Esther Fokke, Lekdetec.nl